# Prionurus maculatus
Prionurus maculatus är en fiskart som beskrevs av Ogilby, 1887. Prionurus maculatus ingår i släktet Prionurus och familjen Acanthuridae. IUCN kategoriserar arten globalt som livskraftig. Inga underarter finns listade i Catalogue of Life.